# Wasserstraßenkreuz Magdeburg

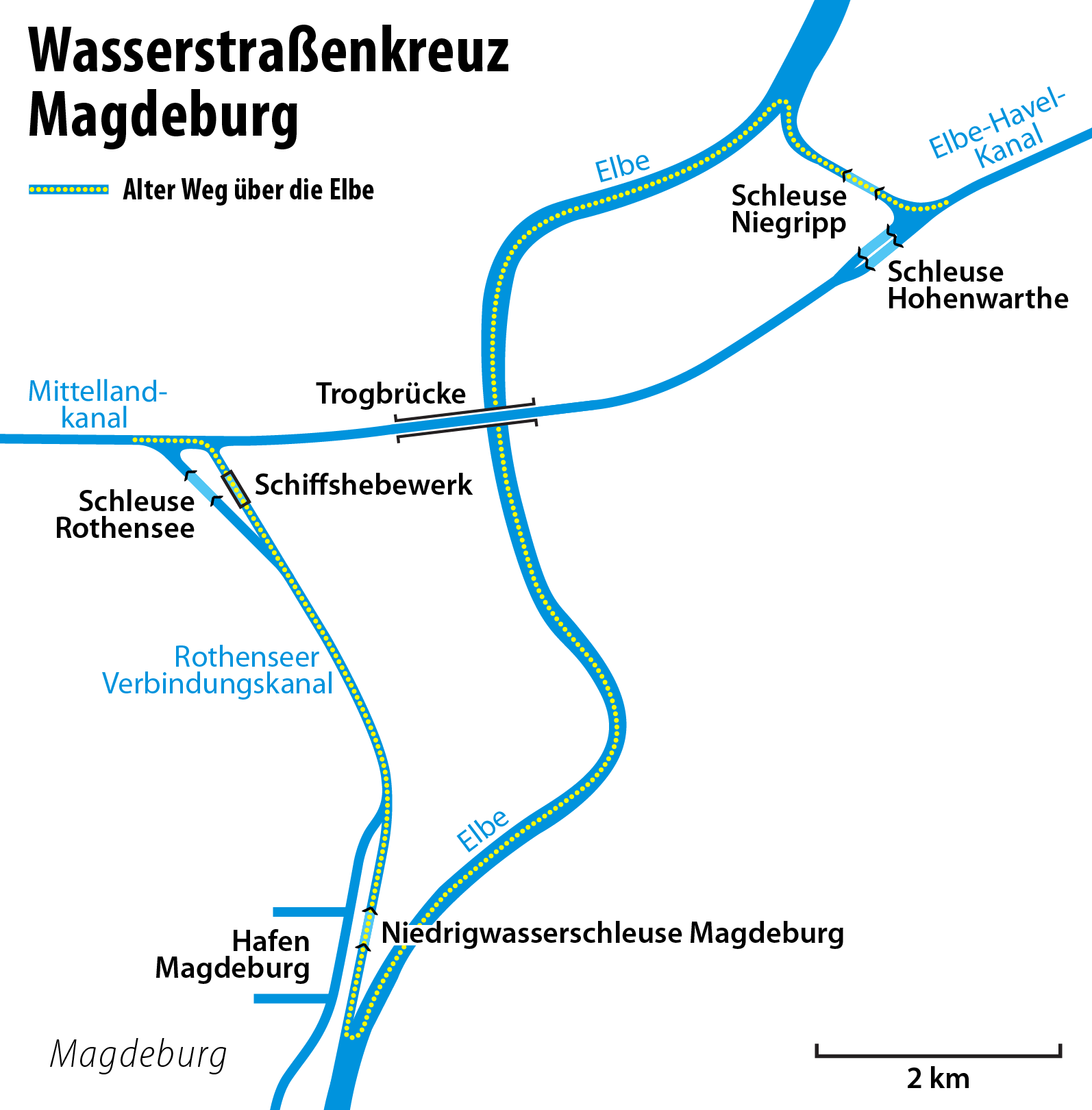

Das Wasserstraßenkreuz Magdeburg befindet sich nördlich von Magdeburg, im Ortsteil Hohenwarthe der Gemeinde Möser. Es ist die Überquerung des Mittellandkanals über die Elbe.

## Geschichte

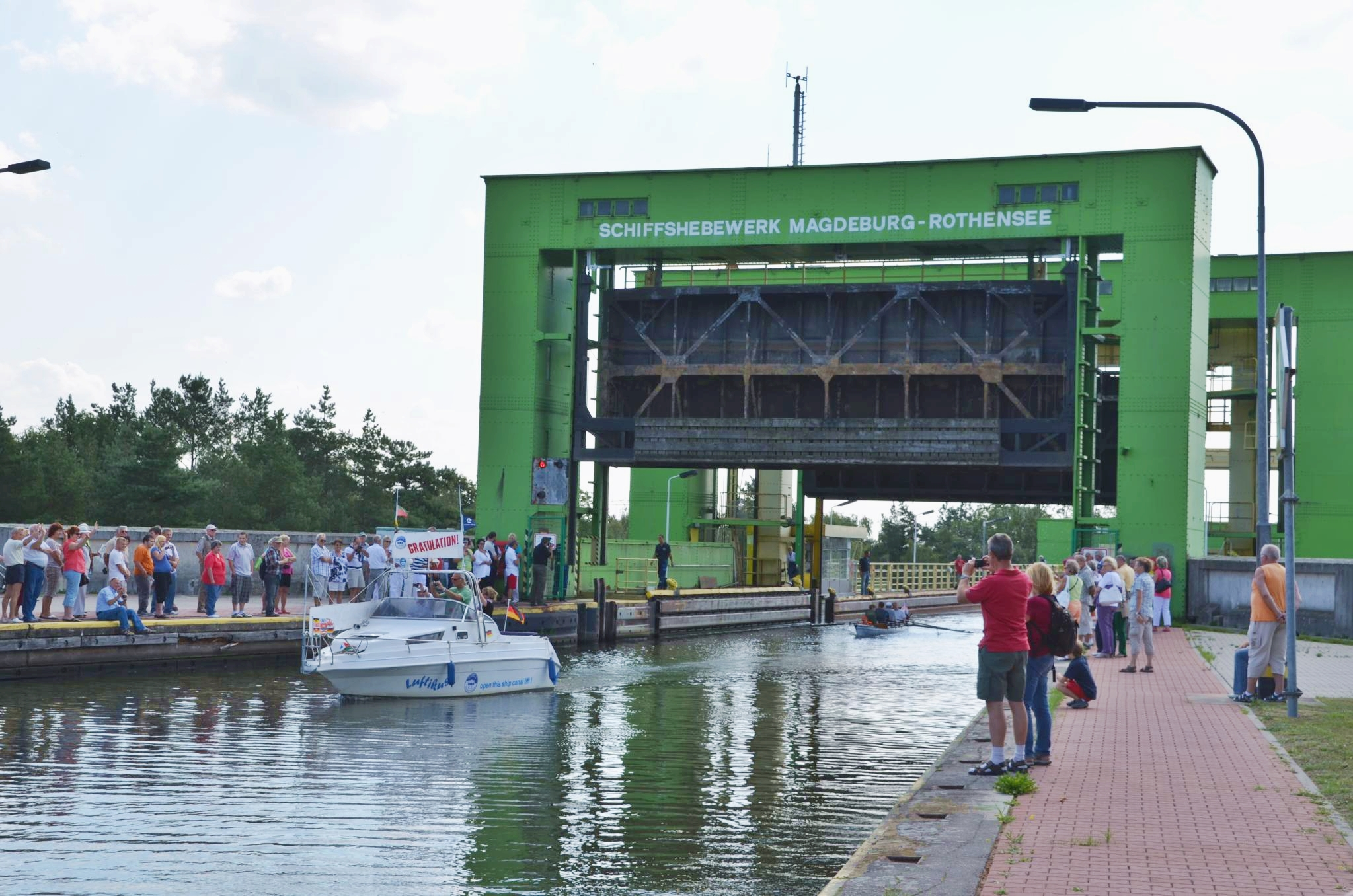
Das 1938 erbaute Schiffshebewerk Rothensee bei der Wiederinbetriebnahme 2013

Die Planungen für die Errichtung des Wasserstraßenkreuzes gehen zumindest bereits auf den Anfang des 20. Jahrhunderts zurück. Im Jahr 1905 begann der Bau des Mittellandkanals. 1938 wurde das Schiffshebewerk Rothensee fertiggestellt. Auch die Kanalbrücke und das Doppel-Schiffshebewerk Hohenwarthe befanden sich bereits im Bau. Die Widerlager, die Pfeilergründungen und vier Bögen der Kanalbrücke waren bereits weitgehend fertiggestellt, als 1942, bedingt durch den Zweiten Weltkrieg, ein Baustopp erfolgte. Nach Kriegsende wurde das Projekt jedoch durch die DDR nicht fortgeführt, da einerseits an einer Ost-West-Verbindung kein großes Interesse bestand und andererseits der Aufwand an Material und Arbeitskraft zu hoch gewesen wäre. Über 60 Jahre standen die Brückenwiderlager an beiden Ufern des Flusses. Die Sprengung der alten Brückenteile gelang nur mit viel Aufwand, da ihre Solidität viel höher als vermutet war.
Nach der Wiedervereinigung strebte man wieder an, das Niveau der Ost-Schifffahrt auf Westniveau anzuheben. Eines der größten Projekte war der bereits geplante Ausbau der Wasserstraßenverbindung von Hannover über Magdeburg nach Berlin. Mit dem Verkehrsprojekt Deutsche Einheit Nr. 17 wurde 2003 die Kanalbrücke Magdeburg über die Elbe fertiggestellt. Die 2001 errichtete Schleuse Rothensee ersetzt seitdem das veraltete Schiffshebewerk.
Der Streckenabschnitt des Mittellandkanals von Magdeburg bis zum Dortmund-Ems-Kanal ist seit Ende 2017 mit 185 m langen und 2,80 m abgeladenen Schubverbänden mit 3600 t Ladung durchgängig befahrbar. 2019 sollte das VDE 17 fertiggestellt sein.

## Bestandteile des Wasserstraßenkreuzes
Mittelpunkt des Wasserstraßenkreuzes Magdeburg ist die Kanalbrücke Magdeburg. Sie führt den Mittellandkanal über die Elbe hinweg. Östlich der Elbe geht der Mittellandkanal in den Elbe-Havel-Kanal über.
Weiterhin gibt es als Abstiegsbauwerke das Schiffshebewerk Rothensee und die parallel gebaute Sparschleuse Rothensee (Eröffnung 2001), über die die Schiffe vom Mittellandkanal zur Elbe wechseln können. Auf der östlichen Elbseite gehören noch die Schleuse Niegripp, für die Verbindung Elbe – Elbe-Havel-Kanal, und die Schleuse Hohenwarthe (Eröffnung 2003), zum Ausgleich des Höhenunterschieds zwischen den beiden Kanälen, zum Wasserstraßenkreuz bei Magdeburg.
Bis zur Eröffnung der Kanalbrücke und der Doppelschleuse im Oktober 2003 mussten die Schiffe, die vom Mittellandkanal zum Elbe-Havel-Kanal oder umgekehrt wollten, einen zwölf Kilometer langen Umweg über das Schiffshebewerk Rothensee, Elbe und Schleuse Niegripp in Kauf nehmen. Problematisch dabei waren die unterschiedlichen Wasserstände zwischen Mittellandkanal und Elbe und die damit verbundenen unterschiedlichen Tauchtiefen der Wasserfahrzeuge. Während im Mittellandkanal circa 2 m Tauchtiefe möglich sind, schwankt der Wert in der Elbe zwischen 1,30 m und 1,50 m. Die Folge war, dass Schiffe mit größerem Tiefgang als in der Elbe möglich, zum Leichtern in den Magdeburger Hafen mussten. Ein Teil der Ladung wurde von einem zweiten Schiff zum Elbe-Havel-Kanal transportiert und dort wieder umgeladen.
Der Verbindungskanal zwischen Kanal und Elbe heißt Rothenseer Verbindungskanal. Er hat über den Zweigkanal Magdeburg direkte Anbindung an den Magdeburger Binnenhafen und bildet mit eigenen Hafenanlagen (die ab 2004 erweitert werden) einen Teil des Hafens. Damit der Magdeburger Hafen auch bei Niedrigwasser auf der Elbe durch Schiffe vom Kanal befahrbar bleibt, befindet sich zwischen Abstiegskanal und Elbe die 2013 eröffnete Niedrigwasserschleuse Magdeburg.

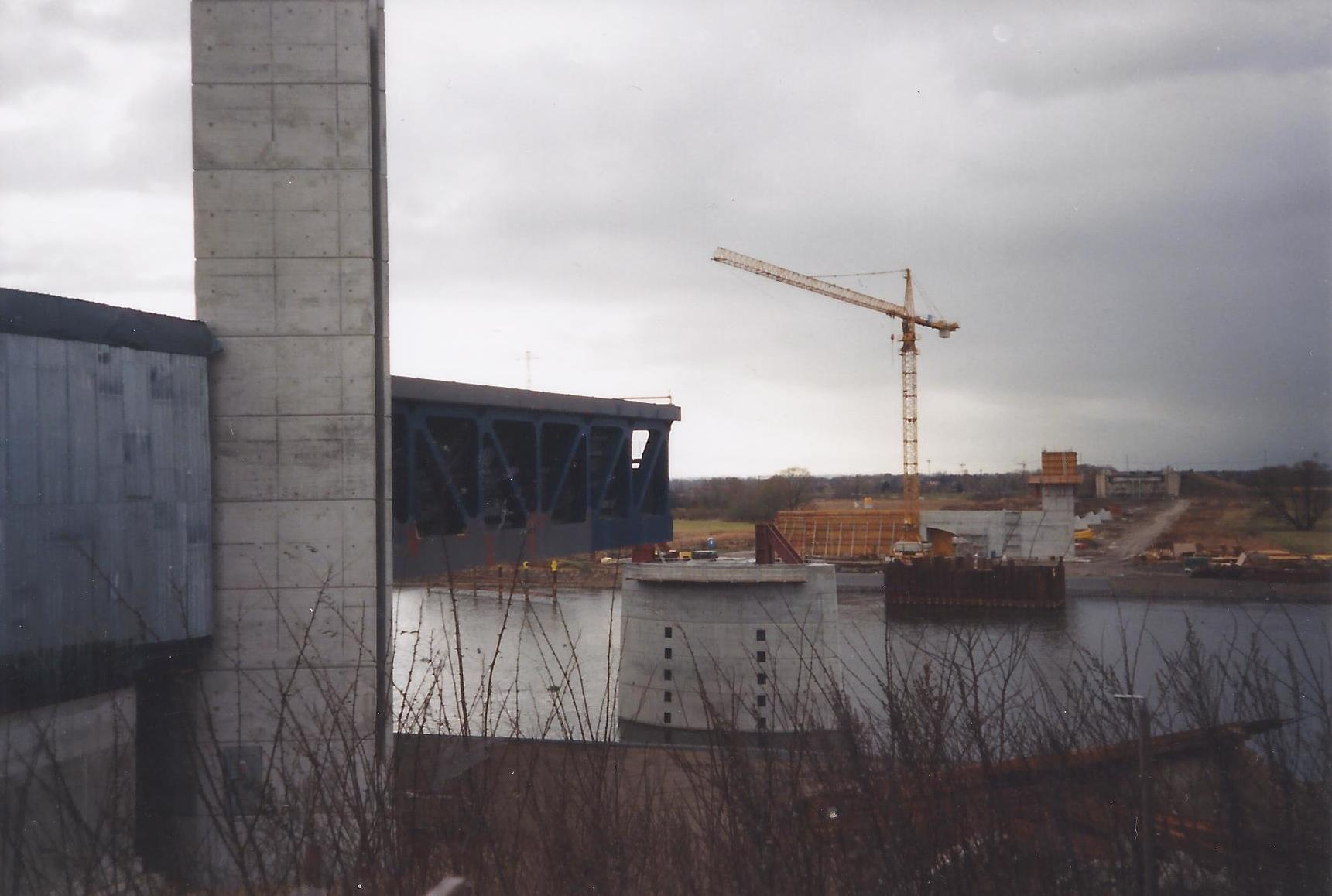
Trogbrücke während des Baues
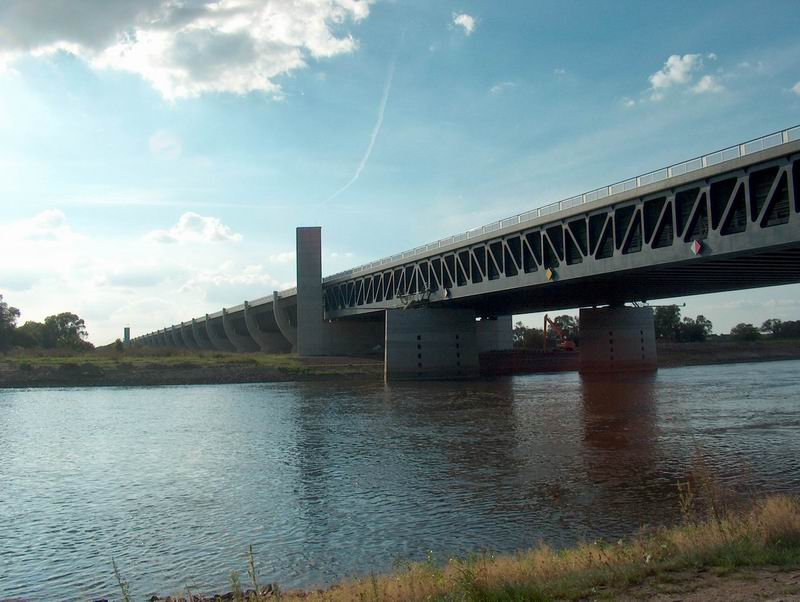
Trogbrücke des Wasserstraßenkreuzes über die Elbe
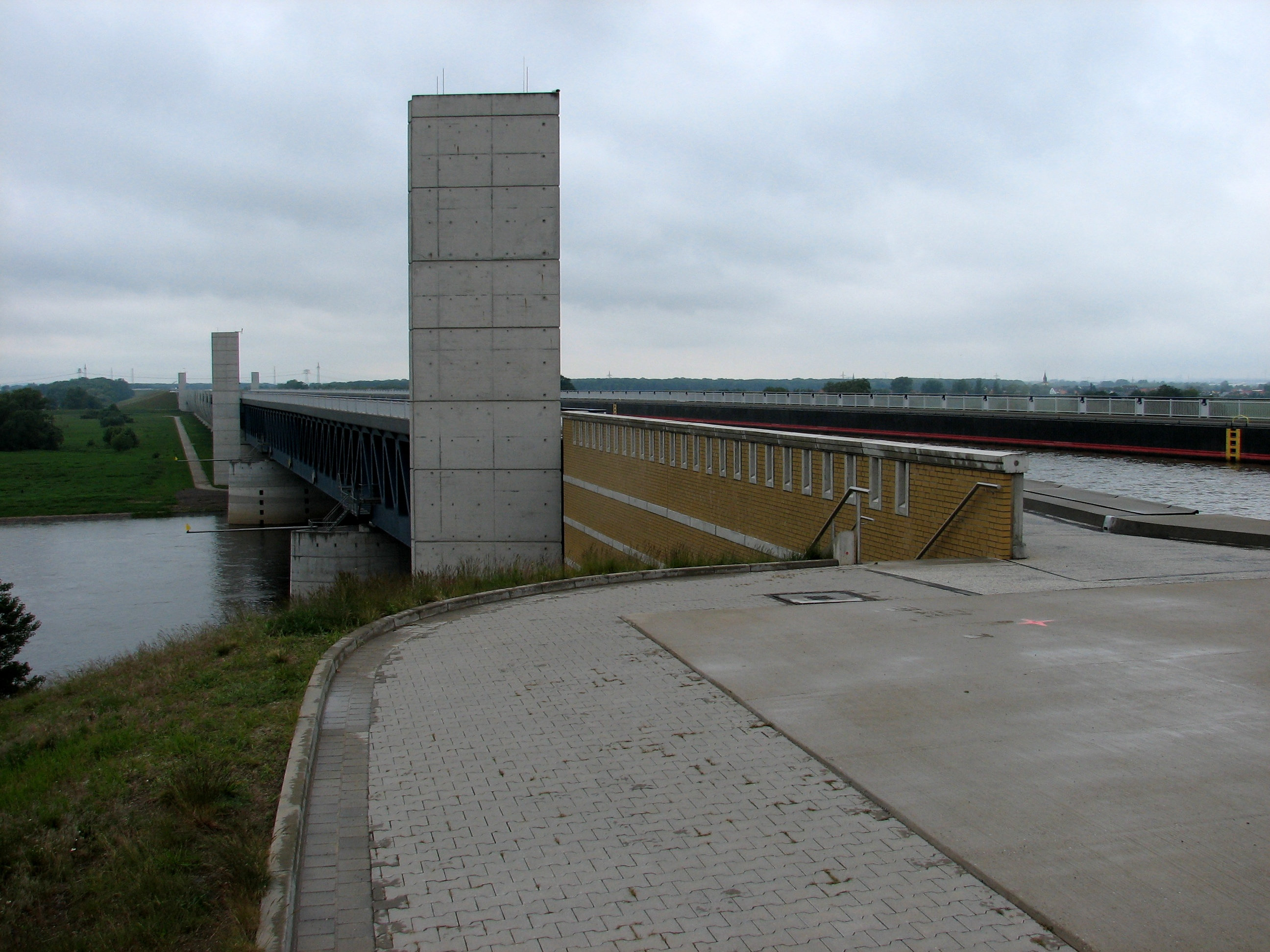
Oben: Mittellandkanal; unten: Elbe
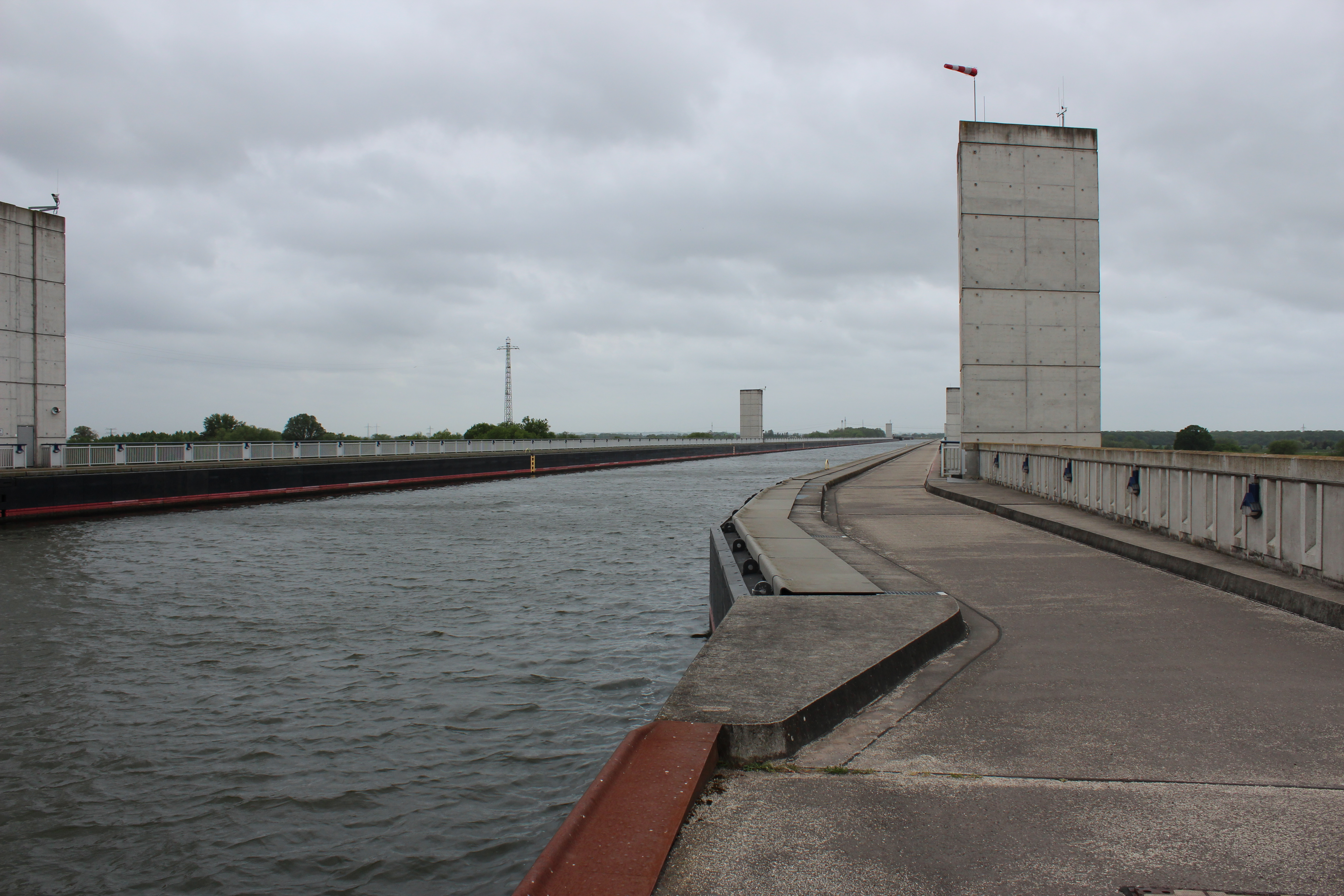
Auf der Kanalbrücke
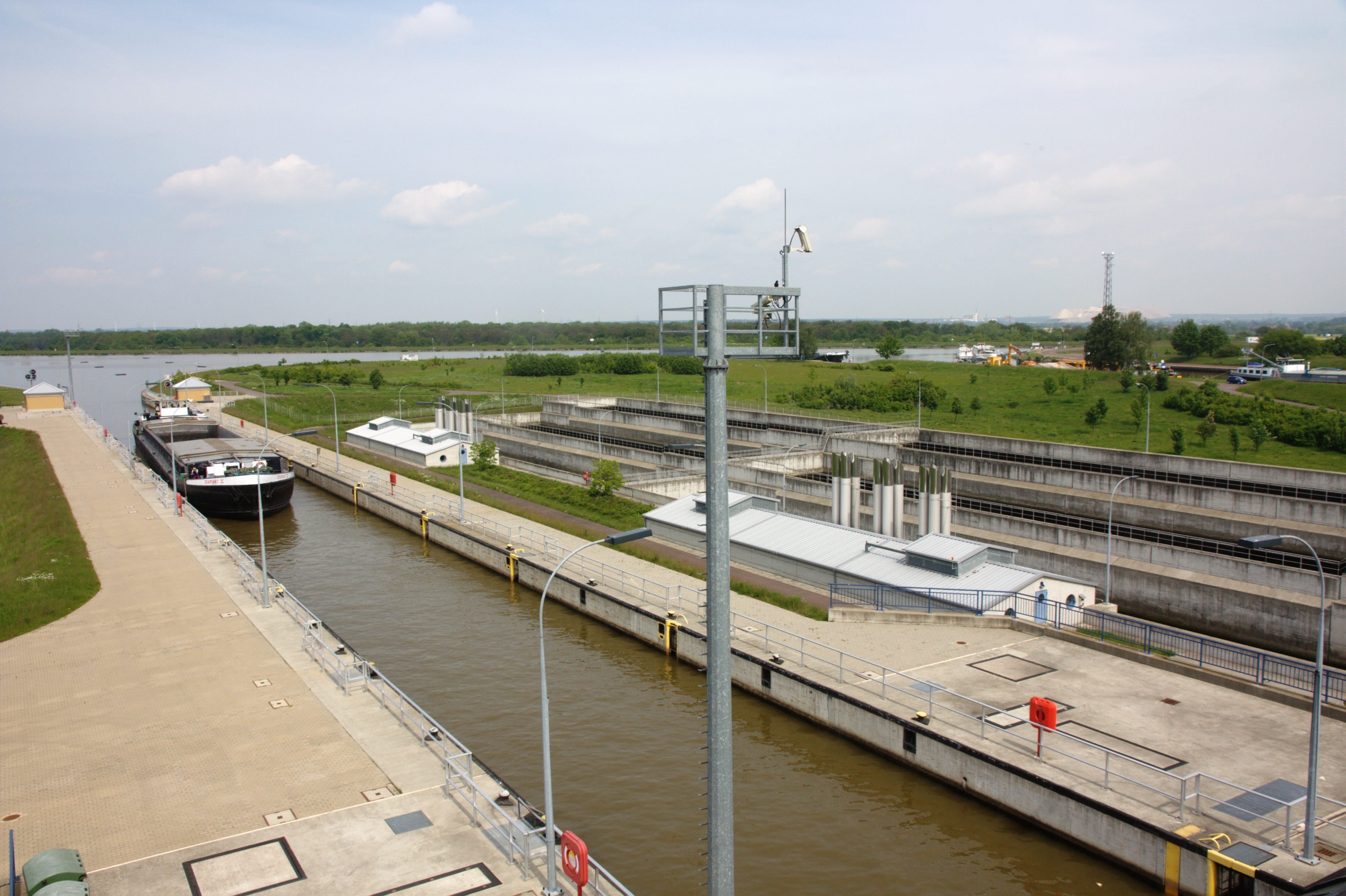
Sparschleuse Rothensee
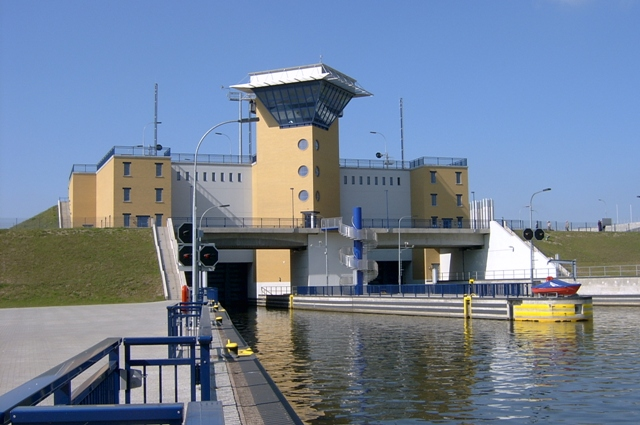
Schleuse Hohenwarthe
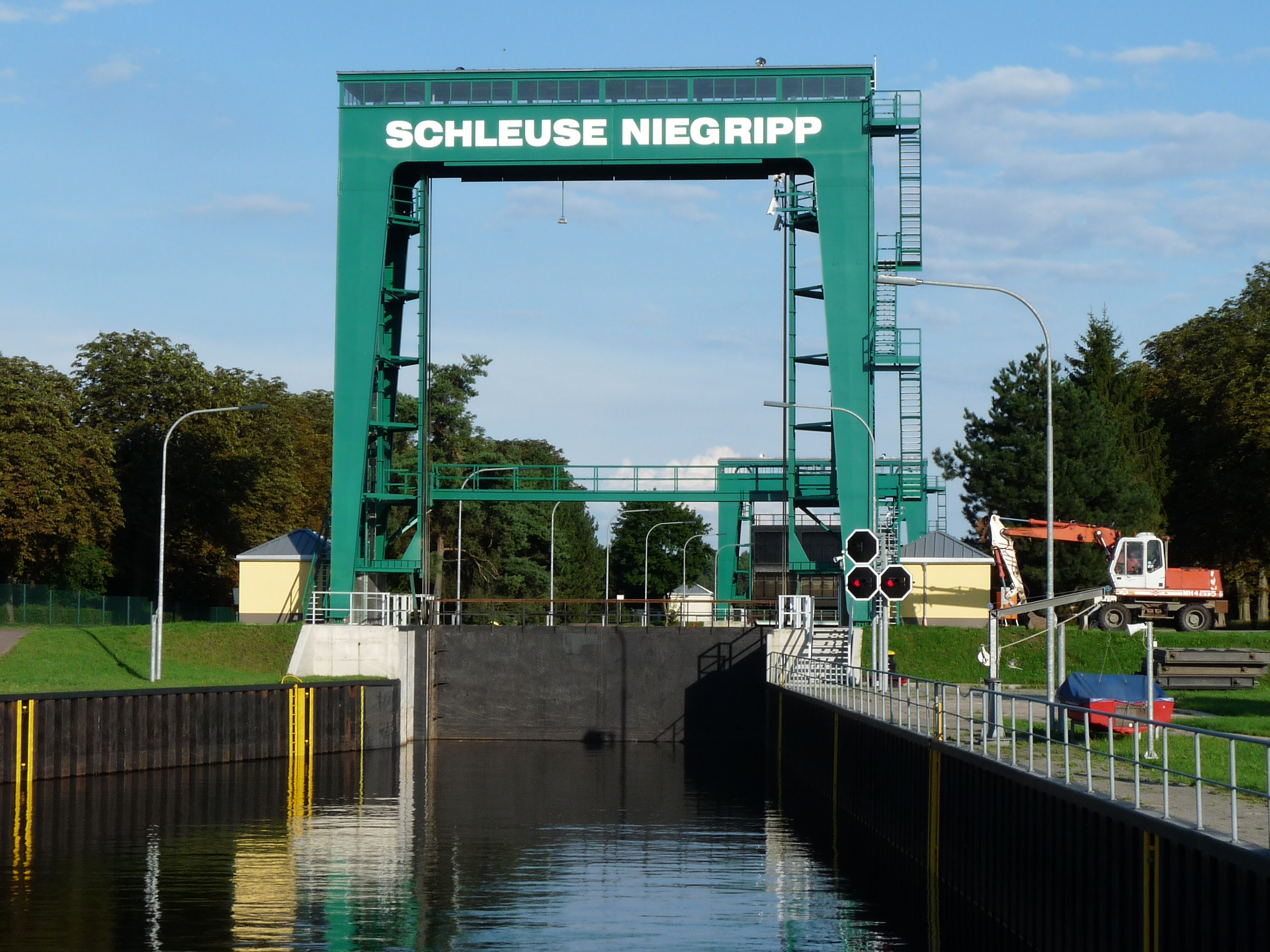
Schleuse Niegripp
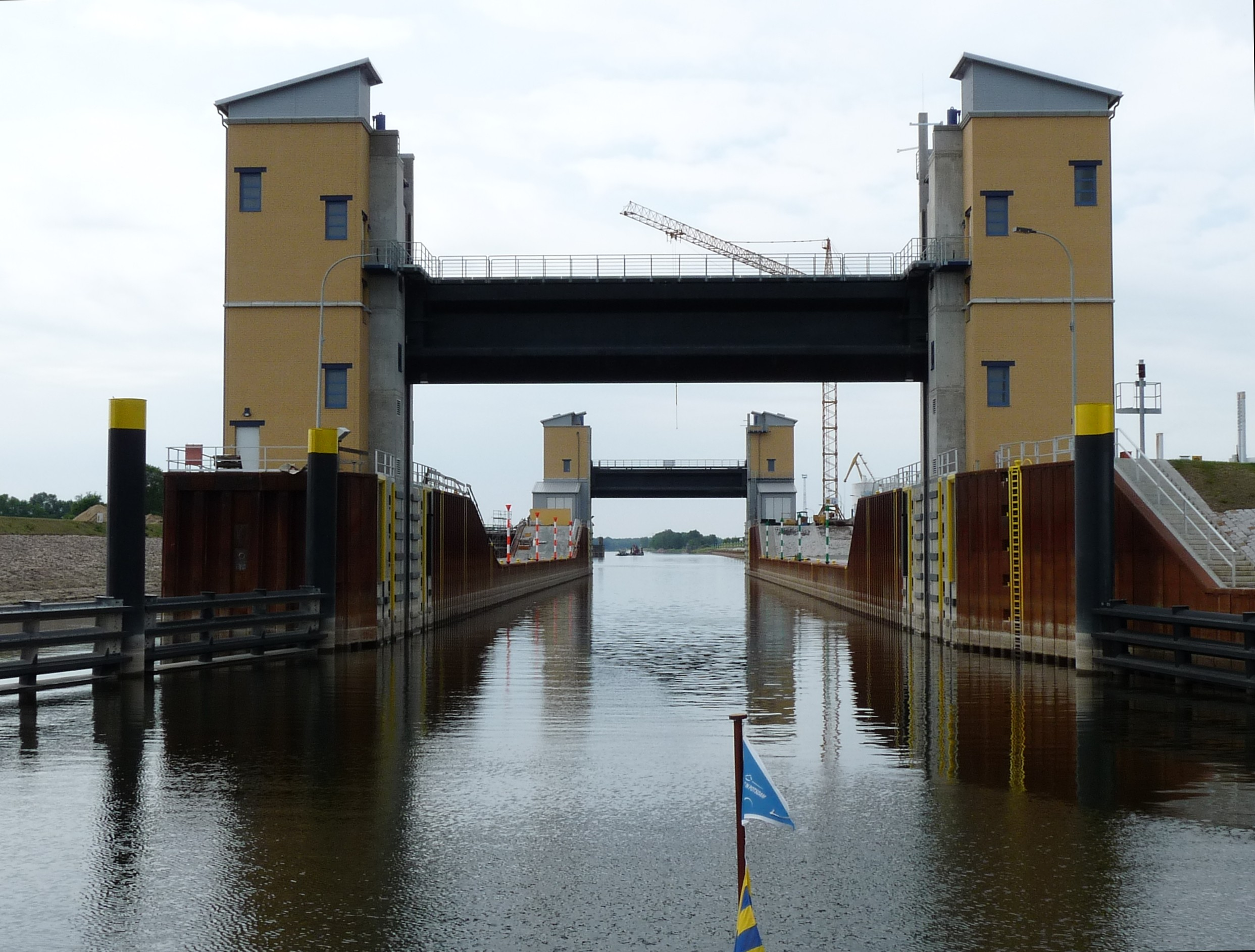
Niedrigwasserschleuse Magdeburg

## Nutzung des Wasserstraßenkreuzes

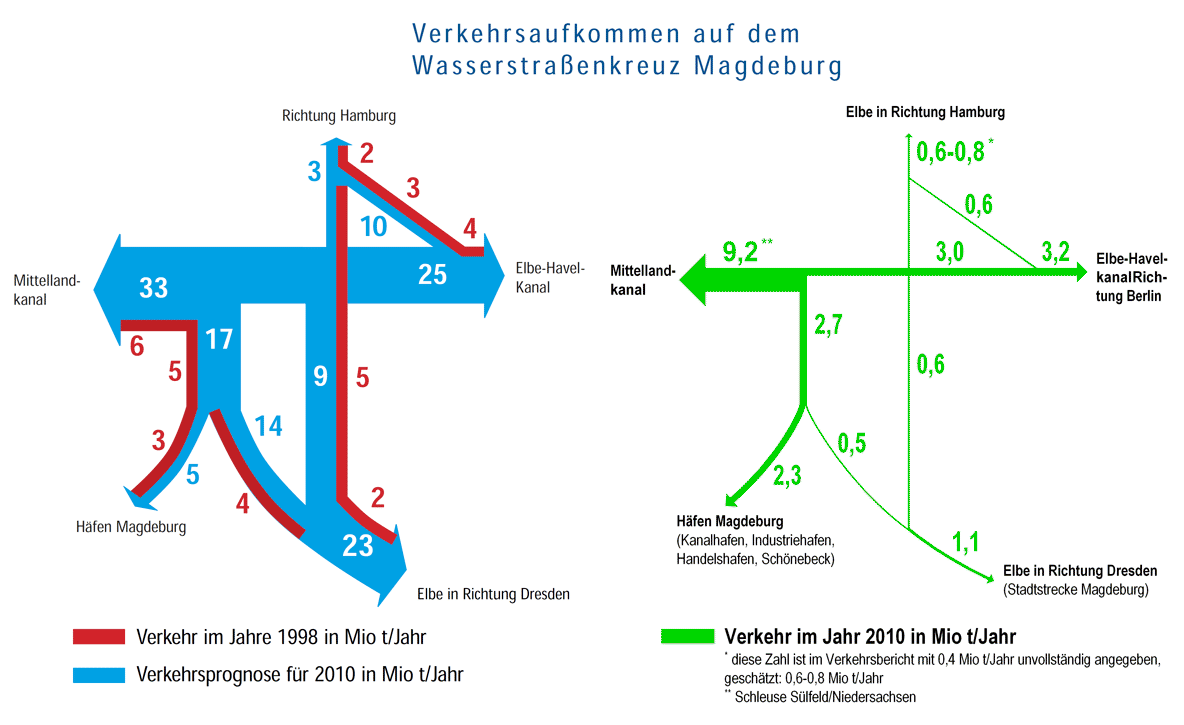
Vergleich der als Planungsgrundlage für das Jahr 2010 prognostizierten Verkehrszahlen (links) mit den realen Verkehrszahlen im Jahr 2010 (rechts)

Der Bau der Trogbrücke und der Schleuse Hohenwarthe wurde mit Prognosen der Planco Consulting begründet. Diese sahen nach Fertigstellung des Wasserstraßenkreuzes eine Steigerung der Gütertransporte auf Mittellandkanal, Elbe-Havel-Kanal und Elbe um etwa 600 % voraus. Die für die Trogbrücke prognostizierten Zahlen wurden später mehrfach nach unten korrigiert. Im Jahr 2010 betrug das tatsächliche Verkehrsaufkommen auf den Kanälen etwa 10 Prozent, auf der Elbe etwa 5 Prozent der Prognosewerte und liegt damit mit Ausnahme des Mittellandkanals noch unter den Verkehrszahlen vor Bau des Wasserstraßenkreuzes.
Ursprünglich war der Parallelbetrieb von Schleuse Hohenwarthe und Schiffshebewerk Rothensee als Teil des Wasserstraßenkreuzes geplant. Es war vorgesehen, „das Schiffshebewerk Rothensee nach der Inbetriebnahme der neuen Schleuse auch weiterhin parallel zur modernen Anlage in Betrieb“ zu halten.
Das Schiffshebewerk stellt unter anderem die einzige Verkehrsmöglichkeit für kleinere Sportboote dar, die die Schleuse Hohenwarthe und die Trogbrücke aufgrund von möglichen Gefahren durch Wasserverwirbelungen nicht befahren dürfen. Außerdem arbeitet das Schiffshebewerk wesentlich energieeffizienter als die Schleuse, bei der 40 Prozent des Schleusungswasserbedarfs durch Pumpen vom unteren zum oberen Wasserspiegel gefördert werden müssen. Damit stellt es auch für Schiffe bis 85 Meter Länge und zwei Meter Tiefgang eine Alternative zur Schleuse dar. Im Gegensatz zu den Planungen wurde der Betrieb des Schiffshebewerkes im Jahr 2006 mangels Rentabilität auf Drängen des Bundesrechnungshofs eingestellt. Im August 2013 wurde es für touristische Zwecke wieder eröffnet.